# Klatracja
Klatracja - technika dehydratacji (odwadniania) polegająca na dodaniu do roztworu oczyszczanej substancji związku chemicznego tworzącego spontanicznie z wodą klatratowe hydraty. Hydraty te wypadają z roztworu w formie kryształów, dzięki czemu można je łatwo usuwać z końcowego produktu. Metoda ta jest m.in. stosowana przy odwadnianiu żywności.